# Del Bonita/Whetstone International Airport

i7
```
   
i7.2
```

i11
i13
Der Del Bonita/Whetstone International Airport (auch Whetstone International; FAA-Code: H28) ist ein internationaler Flugplatz und liegt in der Nähe der beiden Siedlungen Del Bonita, in Alberta, Kanada resp. Whetstone in Montana, USA.
Der Flugplatz gehört dem Bundesstaat Montana und wird durch die Montana Aeronautics Division betrieben. Die Landebahn liegt exakt auf der Grenze zwischen Kanada und den Vereinigten Staaten, mit Anflugrouten auf beiden Seiten der Grenze.

## Infrastruktur und Flugzeuge
Der Flugplatz hat eine Fläche von 5,7 Hektaren und liegt auf einer Höhe von 1322 m.ü.m. Die Graspiste hat die Bezeichnung 7/25 und ist 1330 Meter lang und 20 Meter breit.

## Service
Von kanadischer Seite ist der Platz als Airport of Entry („AoE/15“ für die Allgemeine Luftfahrt mit bis zu 15 Reisende) klassifiziert und es sind dort Beamte der Canada Border Services Agency (CBSA) stationiert, womit hier eine Einreise aus dem Ausland nach Kanada möglich ist.